# Уэллс, Роберт (боксёр)
Роберт Уэллс (англ. Robert Wells; род. 15 мая 1961, Лондон) — британский боксёр, представитель тяжёлой весовой категории. Выступал за сборную Великобритании по боксу в середине 1980-х годов, бронзовый призёр летних Олимпийских игр в Лос-Анджелесе, чемпион Англии среди любителей. В период 1986—1989 годов боксировал также на профессиональном уровне.

## Биография
Роберт Уэллс родился 15 мая 1961 года в Лондоне, Англия. Приходится сыном британскому боксёру Билли Уэллсу, участвовавшему в Олимпийских играх 1968 года в Мехико. Проходил подготовку в зале Kingston ABC, расположенном в боро Кингстон-апон-Темс.

### Любительская карьера
Наибольшего успеха в своей спортивной карьере добился в сезоне 1984 года, когда стал чемпионом Англии по боксу в супертяжёлой весовой категории, вошёл в основной состав британской национальной сборной и благодаря череде удачных выступлений удостоился права защищать честь страны на летних Олимпийских играх в Лос-Анджелесе. В категории свыше 91 кг благополучно прошёл первого соперника по турнирной сетке, тогда как во втором поединке на стадии полуфиналов досрочно в третьем раунде проиграл итальянцу Франческо Дамиани и получил таким образом бронзовую олимпийскую медаль.

### Профессиональная карьера
Спустя два года после Олимпиады Уэллс успешно дебютировал на профессиональном уровне, выиграв по очкам у Крис Девайна. Однако затем потерпел поражение техническим нокаутом от малоизвестного боксёра Эла Малкольма. В общей сложности провёл на профи-ринге пять поединков, из которых три выиграл и два проиграл.